# Подцетин
Подцетин је насељено место у општини Цетинград, на Кордуну, Карловачка жупанија, Република Хрватска.

## Географија
Подцетин се налази око 3 км јужно од Цетинграда.

## Историја
Подцетин се од распада Југославије до августа 1995. године налазио у Републици Српској Крајини. До 1991. био је у саставу насељеног места Цетински Варош, а од 2001. је самостално насеље. До територијалне реорганизације у Хрватској налазио се у саставу бивше велике општине Слуњ.

## Становништво
Према попису становништва из 2011. године, насеље Подцетин је имало 41 становника.

### Број становника по пописима
| Националност   | 2001. | 1991. | 1981. | 1971. | 1961. | 1953. | 1948. | 1931. | 1921. | 1910. | 1900. | 1890. | 1880. | 1869. | 1857. |
| бр. становника | 69    | %     | %     | 222   | 217   | 253   | 277   | 297   | 275   | 267   | 316   | 147   | 149   | 178   | 154   |

- напомене:

У 2001. настало издвајањем из насеља Цетински Варош. До 1948. исказивано као насеље, а од 1953. као део насеља. До 1931. исказивано под именом Цетин. У 1981. и 1991. подаци исказани у насељу Цетински Варош.